# François Cornelis van Aerssen van Sommelsdijk
François Cornelis van Aerssen van Sommelsdijk (* 7. August 1725 in Den Haag; † 26. Dezember 1793) war ein niederländischer Edelmann, Mitglied in der holländischen Ritterschaft und der letzte männliche Abkömmling des Zweiges van Sommelsdijk der van Aerssen.
François Cornelis wurde als Sohn des Vizeadmirals François van Aerssen van Sommelsdijk und Maria van Aerssen van Wernhout geboren. Sein Vater vermachte ihm die Herrlichkeiten Sommelsdijk, Spijk und Ooltgensplaat. Er heiratete 1761 Everdina Petronella, Tochter des Johan François Graf Van Hogendorp (1700–1779), Bürgermeister von Rotterdam. Sein eigener Sohn François Jean (* 22. August 1764 in ’s Gravenhage; † 17. August 1784) starb vor ihm.
François Cornelis van Aerssen wurde mit 19 Jahren 1744 Doktor beider Rechte an der Universität Leiden. Er verfügte zeit seines Lebens über viele hohe Ämter, so über das militärische Amt eines Generalmajors der niederländischen Infanterie. Weitere hohe Ämter hatte er unter anderem als Bewindhebber (Befehlshaber) der Rotterdamer Kammer der Niederländischen Ostindien-Kompanie, als Direktor der Sozietät von Suriname (von 1744 bis 1770), als Drost von Gorinchem und im „Land van Arkel“ sowie als „Houtvester“ (Förster) und General-Jägermeister von Holland und West-Friesland inne.
François Cornelis van Aerssen verkaufte im Jahre 1770 für die Summe von 700.000 Gulden seinen Drittel-Anteil an der Sozietät von Suriname, deren Direktor er von 1744 bis 1770 gewesen war, an die Stadt Amsterdam.